# Condorodon
Condorodon — рід вимерлих ссавців з асфальтової формації Cañadón нижньої юри асфальтового басейну Cañadón в Патагонії, Аргентина. Типовим видом є C. spanios, описаний Гаетано та Руж’є.